# Torneo Tirreno Power
Il Torneo Tirreno Power è stato un torneo professionistico di tennis femminile giocato su campi in terra rossa. Faceva parte dell'ITF Women's Circuit, nelle categorie $25.000 tranne l'ultima edizione declassata a $10.000 Si giocava annualmente, dal 2005 al 2014, a Civitavecchia in Italia.

## Albo d'oro

### Singolare
| Anno | Campionessa               | Finalista             | Punteggio     |
| ---- | ------------------------- | --------------------- | ------------- |
| 2005 | Magda Mihalache           | Maret Ani             | 1-6, 7-5, 6-4 |
| 2006 | Martina Müller            | Caroline Wozniacki    | 6-1, 6-1      |
| 2007 | Dar'ja Kustova            | Karin Knapp           | 3-6, 6-4, 6-4 |
| 2008 | Betina Jozami             | Polona Hercog         | 6-2, 6-2      |
| 2009 | Polona Hercog             | Andrea Petković       | 6-2, 6-4      |
| 2010 | Renata Voráčová           | Anna Floris           | 6-3, 6-3      |
| 2011 | María-Teresa Torró-Flor   | Anna-Giulia Remondina | 6-3, 6-4      |
| 2012 | María-Teresa Torró-Flor   | Julija Bejhel'zymer   | 3–6, 7–5, 6–2 |
| 2013 | Anna Karolína Schmiedlová | Magda Linette         | 6–0, 6–1      |

### Doppio
| Anno | Campionesse                           | Finaliste                           | Punteggio        |
| ---- | ------------------------------------- | ----------------------------------- | ---------------- |
| 2005 | Lucie Hradecká Sandra Záhlavová       | Gabriela Niculescu Monica Niculescu | 6-4, 6-3         |
| 2006 | Lucie Hradecká Martina Müller         | Tatiana Perebyinis Barbora Strýcová | 6(9)–7, 6-3, 7-5 |
| 2007 | Kacjaryna Dzehalevič Marija Korytceva | Dar'ja Kustova Ekaterina Makarova   | 7–6(6), 5-7, 6-1 |
| 2008 | Jorgelina Cravero Betina Jozami       | Stefania Chieppa Dar'ja Kustova     | 4-6, 6-3, 10-6   |
| 2009 | Erica Krauth Aurélie Védy             | Dar'ja Kustova Tat'jana Puček       | 6-1, 6-1         |
| 2010 | Dar'ja Kustova Renata Voráčová        | Maret Ani Iryna Burjačok            | 7-5, 7-5         |
| 2011 | Danielle Harmsen Réka-Luca Jani       | Diana Enache Liana Ungur            | 6-2, 6-3         |
| 2012 | Elena Bogdan Ioana Raluca Olaru       | Claudia Giovine Marina Šamajko      | 6–3, 7–5         |
| 2013 | Stephanie Vogt Renata Voráčová        | Paula Kania Magda Linette           | 6–3, 6–4         |